# Snajper: Sztuka zwyciężania
Snajper: Sztuka zwyciężania (oryg. tytuł w jęz. ang. Sniper: Art of Victory) – gra komputerowa z gatunku first-person shooter osadzona w realiach II wojny światowej wydana i wyprodukowana przez polskie studio City Interactive 29 listopada 2007 roku.

## Fabuła
Akcja rozgrywa się w czasie II wojny światowej. Gracz wciela się w snajpera Armii Czerwonej, który bierze udział w operacjach na froncie wschodnim i we Włoszech.

## Rozgrywka
Gra składa się z kilku misji, w których gracz musi wykonać szereg celów. Przed rozpoczęciem każdej misji gracz może zapoznać się z fabularnym uzasadnieniem misji na ekranie ładowania, a w trakcie misji, w celu wyjaśnienia sytuacji na polu walki, wyświetlane są przerywniki filmowe.
Istotnym narzędziem w trakcie gry jest mapa, która pokazuje lokalizację celów i stanowiska wrogich snajperów, a także informuje o stanie gotowości jednostek nieprzyjaciela.
W grze zaimplementowano system balistyczny, który uwzględnia wiatr, opadanie pocisku i tętno głównego bohatera. Po oddaniu strzału w głowę kamera śledzi pocisk w drodze do celu.

## Odbiór
Gra Snajper: Sztuka zwyciężania otrzymała „ogólnie niekorzystne” (generally unfavourable) recenzje według agregatora recenzji Metacritic. Grę krytykowano m.in. za liczne błędy, niedopracowanie, przestarzałą grafikę, zbyt wysoki poziom trudności, brak przewagi snajpera nad przeciwnikami, a także za skopiowanie modeli budynków a nawet całych lokacji z poprzednich produkcji studia, takich jak Mortyr III: Akcje dywersyjne, The Hell in Vietnam czy Code of Honor: Francuska Legia Cudzoziemska. 
Recenzent portalu IGN napisał: „Scenariusz, choć jest absolutnie nudny, szybko ginie w morzu rozczarowującej grafiki, absurdalnej sztucznej inteligencji i fatalnej mechaniki strzelania. W Sniperze możesz podejść do wrogiego żołnierza, strzelić mu w twarz i jakimś cudem chybić celu. Możesz też wypatrzyć nazistę przez okno, wymierzyć strzał, a następnie bezradnie patrzeć, jak kula nie przebija okna. Możesz strzelać w różne miejsca, robiąc przy tym mnóstwo hałasu i przelatując gorącym ołowiem tuż przed oczami złych chłopców, tylko po to, by ci kontynuowali swoją trasę, nieświadomi niczego. Być może najbardziej irytujące jest to, że możesz po cichu przechodzić przez daną misję, skradając się, planując każdy swój ruch i eliminując wrogów, których jakimś cudem uda ci się dostrzec za całą scenerią i mgłą, a potem natychmiast paść trupem od pojedynczego strzału niewiadomo skąd”.